# Hugo Porta
Hugo Porta (Buenos Aires, 11 de septiembre de 1951) es un exjugador argentino de rugby que se desempeñaba como apertura. Actualmente ejerce su profesión de arquitecto.
De excelente juego con el pie; precisión, eficiencia, potencia, habilidad para distribuir el balón y visión de juego fue uno de los mejores jugadores del mundo en su época y el mejor apertura junto a Naas Botha. Es considerado el mejor jugador argentino de la historia. Desde 2008 es miembro del Salón de la Fama de la World Rugby.

## Biografía
Hijo único de Hugo Oscar y Ortencia Alvarado. Estudió en el Colegio La Salle y en 1975 se recibió de arquitecto.
Porta jugaba al fútbol y estuvo a punto de probarse en Boca Juniors.
Pocos días después, en la cancha del Carrasco Polo Club de Montevideo, el nuevo apertura de Los Pumas demostraba su talento. En 1982, alcanzó los 301 tantos, por lo que se convirtió en el único jugador en haber alcanzado tal cifra récord en el rugby de campeonatos de 1.ª división. Era famoso en Sudáfrica, en Nueva Zelanda y en los círculos de rugby del mundo.
Jugó en el Club Atlético Banco de la Nación Argentina durante más de 20 años. Internacionalmente, representó a la Argentina en más de 50 oportunidades. 
Fue Director de Poral S.A.C.I., empresa fundada por su padre en 1945. Asimismo fue director del Grupo Gatic S.A. de Argentina, licenciataria de las marcas Adidas, Le Coq Sportif, New Balance, L. A. Gear, Asics y otras empresas relacionadas con la industria del deporte.
En 1991 es nombrado por el presidente Carlos Saúl Menem, Embajador Extraordinario y Plenipotenciario de Argentina, para reiniciar las relaciones diplomáticas con la República de Sudáfrica, interrumpidas en 1986. Durante su gestión se firmaron y negociaron varios acuerdos como el Acuerdo de Sanidad Animal, las exitosas negociaciones del Acuerdo Aéreo Bilateral, el Acuerdo Bilateral sobre Garantía de Inversiones, como así también la negociación del Acuerdo para evitar la Doble Imposición. En agosto de 1993 se realizó en Johannesburgo el Seminario de Promoción Minera, con la participación de las principales Corporaciones Mineras Sudafricanas, donde se promocionaron muchas posibilidades de inversión de la República Argentina y se dio a conocer el nuevo Código de Minería. Como resultado del trabajo constante promoviendo las exportaciones argentinas, el intercambio bilateral se triplicó durante el período 1991-1995.
El embajador Porta participó activamente durante la ceremonia de asunción del Presidente Nelson Mandela el 10 de mayo de 1994, como así también durante la visita oficial del Presidente Menem en febrero de 1995. En esa ocasión fue firmada una declaración conjunta por los Presidentes Mandela y Menem.
En 1996 es nombrado Secretario de Estado de Deportes de la Presidencia de la Nación, cargo que ocupó hasta 1999. En 1997 es incluido en el Salón de la Fama de Rugby, y el presidente de la República Francesa lo distingue como Gran Oficial de la Orden Nacional del Mérito.
Vive en La Lucila, provincia de Buenos Aires con su esposa Analía Santarelli y sus hijos Mariano y Luciana.

## Club Banco Nación
Defensor a ultranza del amateurismo, tras brillar en los ´80 como apertura, volvió a Banco Nación para ser su presidente.  En los dos títulos (1986 y 1989) y en el histórico triunfo ante Inglaterra del 14 de julio de 1990 en Vélez, el mismo hombre condujo magistralmente a un grupo de jugadores que, en su mayoría, eran jóvenes sumamente talentosos que seguían a ese histórico capitán de Los Pumas, quien amaba, por sobre todas las cosas, ponerse la camiseta de su club.
Un día de diciembre de 2006, aquel Banco Nación 1986-1990 fue elegido por un jurado integrado por 20 personalidades del rugby como el mejor equipo de club de Argentina. Pero la característica de aquel Banco Nación no sólo pasó por los resultados sino por la forma en la que sus jugadores entendieron el rugby. La llevaban en la sangre y en el alma. Y la trasladaban a la cancha cada sábado. Siempre con él, con Hugo Porta al frente, quien aquella noche del reconocimiento, dejó una sentencia que hoy mismo podría repetir.
“Todo sucede como consecuencia de algo y nada en la vida es casualidad. Nosotros jugamos al rugby levantando la bandera de la cultura del club, lo que nos diferencia con las potencias del mundo”
Desde diciembre de 2018, y a los 67 años, Hugo Porta es presidente del Club Banco Nación, donde fue campeón en 1986 y 1989.

## Selección nacional
Porta debutó en los Pumas a la edad de 20 años frente a Chile en el Sudamericano 1971. A partir de ahí siguió jugando durante las décadas de los 70 y 80. En 1972 confirmado como apertura debuta en el Rugby grande, convirtiendo su primer try para Los Pumas en la victoria por 18 a 16 frente a Gazelles.
Se convirtió en el capitán de los Pumas y los condujo en inolvidables encuentros, destacándose internacionalmente. En 1977, tras la lesión de Arturo Rodríguez Jurado, es nombrado capitán de Los Pumas en un test en Ferro Carril Oeste, contra Francia. El segundo test- match terminó empatado en 18 –todos los tantos fueron convertidos por Porta- casi en un duelo personal contra Jean Michel Aguirre, figura de los galos. Hasta entonces, habían sido 14 derrotas ante el equipo francés.
Fue parte del equipo nacional y la gran figura del conjunto argentino que venció por primera vez a los Wallabies australianos por 24-13 en 1979, derrotó a los Dragones Rojos galeses comandados por Gareth Edwards y empató contra los All Blacks neozelandeses por 21-21 en 1985. Todos los puntos del empate contra los neozelandeses los anotó Hugo Porta, merced a tres drops y cuatro penales, siendo este el máximo marcador obtenido por un único jugador argentino en un partido, y el mejor resultado que Los Pumas obtuvieran ante dicha selección, hasta que 35 años después, en 2020, la marca fuera superada por otro gran rugbista, Nicolás Sánchez, casualmente también ante los All Blacks.  
En ese mismo año de 1985, en Ferro, capitanea a Los Pumas en la primera victoria ante Francia por 24-16. Porta suma 16 tantos y es figura.

### Participaciones en Copas del Mundo
Argentina fue invitada a Nueva Zelanda 1987, el primer mundial. Un plantel nuevo y con poca experiencia fue convocado por Héctor Silva, con Porta como el capitán, que hoy es considerado nefasto por haber excluido a mejores jugadores disponibles.
Los Pumas debutaron en su grupo cayendo ante Fiyi, luego obtuvieron una victoria contra Italia y finalmente fueron derrotados por los eventuales campeones: los All Blacks, siendo eliminados en fase de grupos. Fue el único Mundial en que jugó Porta, quien años más tarde diría que habían subestimado a Fiyi.
| Mundial                       | Sede          | Resultado      | PJ | Pts |
| ----------------------------- | ------------- | -------------- | -- | --- |
| Copa Mundial de Rugby de 1987 | Nueva Zelanda | Fase de grupos | 3  | 40  |

## Gira de Sudamérica XV a Sudáfrica 1982
Sin duda su mayor logro fue el formar parte del combinado Sudamérica XV. En el año 1980, sumándose al boicot internacional, la World Rugby expulsó a Sudáfrica como miembro y su participación en el deporte debido a su política del apartheid. Ese año Sudáfrica invitó a Argentina a realizar una gira. Para evitar sanciones de la WR y ante la negativa del régimen militar hacia la UAR, se creó el combinado Sudamérica XV.
En 1982 la SARU volvió a invitar a Sudamérica XV para jugar; primero cinco partidos contra clubes y finalmente dos ante los Springboks. Esta vez el equipo fue integrado por un chileno, tres uruguayos y el resto pumas. Su capitán era Hugo Porta. 
El primer encuentro se realizó en Durban con una aplastante victoria del local por 50-18. Una semana después en Bloemfontein, el 3 de abril, un día después del comienzo de la guerra de las Malvinas entre Argentina y Reino Unido se encontraban unos relajados Springboks confiados en la victoria y un inspirado equipo argentino. Ese 3 de abril, en Bloemfontein, Hugo Porta es la figura del triunfo por 21-12. Porta marcó todos los puntos: anotó un drop, una conversión, un try y cuatro penales. El legendario Carwyn James dijo de él: “Verlo jugar permite reafirmar la superioridad intelectual, estética y artística en el juego de la línea”.
| 27 de marzo de 1982 | Sudáfrica | 50 - 18 | Sudamérica XV | Loftus Versfeld, Pretoria                                             |                                                                       |
|                     |           | Reporte |               | Asistencia: 28.000 espectadores Árbitro(s): Steve Strydom (Sudáfrica) | Asistencia: 28.000 espectadores Árbitro(s): Steve Strydom (Sudáfrica) |

| 3 de abril de 1982 | Sudáfrica                               | 12 - 21 | Sudamérica XV                                      | Estadio Free State, Bloemfontein                                       |                                                                        |
|                    | Tries: Gerber Con: Botha Pen: Botha (2) | Reporte | Tries: Porta Con: Porta Pen: Porta (4) Drop: Porta | Asistencia: 21.000 espectadores Árbitro(s): Fransie Muller (Sudáfrica) | Asistencia: 21.000 espectadores Árbitro(s): Fransie Muller (Sudáfrica) |

Con un Full house de Porta los afrikáners vieron caer a su poderoso equipo y hasta 2015 fue la única victoria de Argentina ante Sudáfrica.

## Premios
- Olimpia de Oro: 1985.
- Mejor jugador del Mundo según la revista Midi Olympique: 1985.
- Premio Konex de Platino en Rugby de la Fundación Konex: 1980 y 1990.[6]
- Olimpia de Plata: 1975, 1977, 1978, 1980, 1982 y 1984
- Mejor Mérito Deportivo del Gobierno de la República Oriental del Uruguay, 1997
- World Rugby: 2008